# Croix du chemin de Coëtcandec
La croix du chemin de Coëtcandec, est située route Bignan (face au terrain de sport) à Locqueltas dans le Morbihan.

## Historique
La croix du chemin de Coëtcandec fait l’objet d’une inscription au titre des monuments historiques depuis le 13 mai 1937.